# 公共空間
公共空間（又譯公眾場所、公眾地方、公共場所；英文：public space或public place）是一個不限於經濟或社會條件（縱然實際情況未必如此），任何人都有權進入的地方；譬如，人們不用繳費或購票進入，或進入者不會因背景受到歧視。共享空間是公共空間最早的例子。而類似「公共空間」的私營購物中心，就是「私人空間」（私人場所）的例子。
另外，從哲學、（城市）地理、視覺藝術、文化研究及社會研究等範疇來看，公共空間是關鍵性理論的某些標準。公共空間的定位似乎漸見迫切，因為資產涉及愈來愈多所謂「共享空間」。「公共空間」一詞往往被人們誤解，譬如與「集會場所」（gathering place）混淆，但這是一個較大概念的組成部分。

## 定義：供使用的場地
大多數街道，包括人行道，像城鎮廣場和公園那樣視為公共空間。政府建築，如公共圖書館及不少類似的建築都是公共空間。然而，並非所有公有建築納入這定義。
一些公園、購物中心、等候室等會在晚間關閉。但是，這情況沒有把特定群體排除在外，一般不視為公眾使用上的限制。 

## 相關權利
一般而言，公共空間沒有隱私期待（expectation of privacy）。
在美國，人們在公共空間享有既定以外的權利。在名為公共論壇的公共空間，政府通常不可在合理情況之外限制人們的演說（即是說，政府可阻止演說者對過路人辱罵，但不可改變他們的信念）。相對而言，在私人（即非公共）論壇，政府較容易管制人們的演說；例如，人們是不容許在五角大廈內抗議他人反對醫療保險改革的。這並非意味著政府可管制人們家中的言論，或對他人所的言論；政府只可在政府財產實施管制。有時候，私人產業也可視為公共論壇。英國亦然，傳統上，公共空間（如演說者之角）准許公眾演說。
在北歐國家，如挪威、瑞典及芬蘭，根據一項名為「漫遊自由」（瑞典語：Allemansrätten，所有人的權利）的法規，所有自然區視為公共空間。
伊斯蘭國家的齋戒月內，人們在外面的公共空間飲食往往是不会接受的。
公共空間是不少廉價旅遊遊客和流浪者的熱點，尤其是一些環境舒適的地方，譬如有瓦遮頭，因應天氣而提供冷暖氣服務的購物中心。

## 爭議
正當社會普遍認為，所有人有權進入及使用公共空間，而私人空間會有所限制，學術界開始關注公共空間如何設法排斥某些群體，特別是流浪者和青少年。
公共空間的一些措施會針對流浪者，減少他們對公共空間的依賴，例如拆除長椅，或改變其設計，阻止他們在長椅上睡覺和休息、限制他們在特定時間進入公共空間、封鎖室內範圍等等。有時候，警察還會要求「不受歡迎」的人離開公共空間。
此外，一些公共空間沒有設立適當的通道，傷殘人士因而受到排斥。
當公共空間交給管理者後, 原有的公共空間意義便會下降。噪音管制, 開放時間, 張貼標語, 言論內容等都會被管理者控制, 令公共空間原有的意義褪色。香港的星光大道便是其中一個明顯例子, 遊覽人士需要遵從管理者的要求, 否則可能會被管理人員驅趕。

## 「半公共」空間

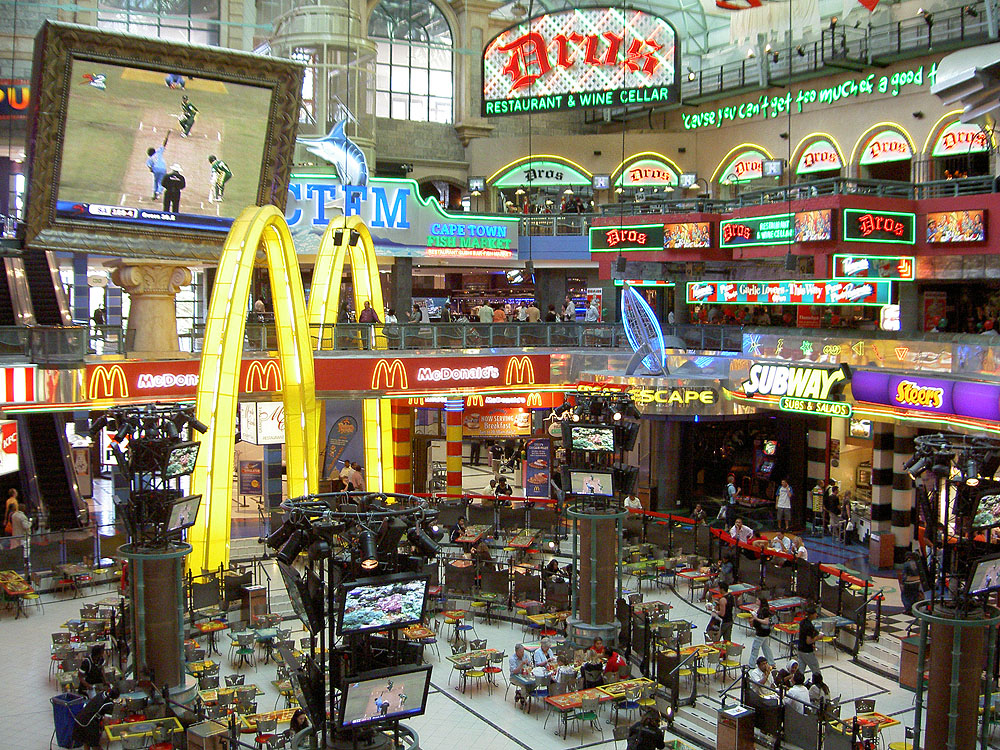
南非開普敦美食街屬「半公共」空間

廣義上的公共空間亦包括所有人均可付款進入的地方，例如咖啡廳、鐵路和電影院。商店的例子介乎兩個意義之間：所有人可進入，四處張望而不購物，但是，與商店的意图不相關的活動並非完全不受約束的。
購物中心內的走廊和通道（包括行人天橋）未必會宣告為公共空間，在商店關閉後亦未必會開放。類似走廊的還有鐵路月台和公共交通等候室；有時候，人們須購買車票。公共圖書館或多或少是公共空間。高速公路旁的休息站或卡車加油站連餐廳是公共空間。
這些半公共空間會實施比外面較嚴厲的規定，譬如針對衣著、交易、行乞、廣告、宣傳、操控溜冰鞋、滑板及攝位車等。

## 例子
公共空間與私人空間的典型差異，可藉坐在一張公眾長椅，與坐在一家街頭咖啡廳的座位的比較分辨出來：
- 前者人們不用花費使用长椅；後者人們涉及購買行为。
- 前者時間是不受限制的（縱然或會觸犯流浪罪或街頭滯留罪法例）；後者人們須在一定時間間隔內花費。
- 前者人們准許自攜食品和飲品（或會受到酗酒法例限制）進食；後者這種行為通常是禁止的。
- 前者只有一般法管制衣著；後者咖啡廳可以制定关于衣著的要求（譬如禁止穿拖鞋進入）。

## 外部連結
- European Archive Of Urban Public Space （英文）
- A paper of Setha Low about the transformation of public space in Latin America （页面存档备份，存于） （英文）
- A public space （页面存档备份，存于） （英文） Watch this space on its own time.